# Aeroporto di Almería
L'aeroporto di Almería (IATA: LEI, ICAO: LEAM) è un aeroporto spagnolo situato a 9 km a est di Almería, nella provincia di Almería.
L'aeroporto, servito sia da voli domestici che internazionali, dispone di un unico terminal passeggeri e di una pista in asfalto lunga 3.200 metri.